# Кристал, Патрик
Патрик Кристал (эст. Patrik Kristal; родился 12 ноября 2007) — эстонский футболист, атакующий полузащитник клуба «Кёльн II».

## Клубная карьера
Выступал за футбольные академии клубов «Харью» и «Калев». В январе 2022 года перешёл в клуб «ФКИ Левадия». 15 июля 2022 года дебютировал в основном составе «Левадии», выйдя на замену Закарии Бегларишвили в матче против «Таммеки». В возрасте 14 лет, 11 месяцев и 2 дней он стал самым молодым игроком в истории Мейстрилиги. В феврале 2024 года перешел в городскую команду «Пайде».
В июле 2024 года подписал контракт с немецким футбольным клубом «Кёльн», за который играет с января 2025 года.

## Карьера в сборной
Выступал за сборные Эстонии до 16, 17, 19 и 21 года.
В июне 2024 года был вызван за национальную сборную, с которой выиграл Кубок Балтии (на поле не вышел). 8 сентября дебютировал за сборную Эстонии и стал самым молодым дебютантом в истории сборной.

## Достижения
«Левадия»
- Серебряный призер чемпионата Эстонии: 2023

«Пайде»
- Финалист Кубка Эстонии: 2023/24

Сборная Эстонии
- Обладатель Кубка Балтии по футболу: 2024

## Личная жизнь
Отец Марко Кристала, выступал за сборную Эстонии.

## Статистика выступлений

### Статистика в сборной
| Сборная         | Сезон | Матчи | Голы |
| --------------- | ----- | ----- | ---- |
| Сборная Эстонии |       |       |      |
| 2024            | 3     | 0     |      |
| Итого           | Итого | 3     | 0    |